# Frans Lundberg (konstnär)
Frans Lundberg, född 13 maj 1903 i Tidafors i Molkom i Värmland, död 29 januari 1993 i Skåne, var en svensk målare och textilingenjör.
Han var son till textilingenjören Nils Jakob Lundberg och Margareta Friedrich och bror till konstnären Gerhard Lundberg.
Lundberg arbetade först som textilingenjör men övergav yrket 1945 för att helt arbeta med konst. Till största delen är han autodidakt men har fått en viss vägledning av brodern Gerhard Lundberg. Han har senare gett vägledning till andra blivande konstnärer bland annat Sven-Åke Svensson, Tommy Carlsson, Görel Collin och Nils-Åke Sjösten.
Han har medverkat i samlingsutställningar i Kristianstad, separat har han ställt ut i SDS-hallen i Malmö.
Hans konst består av stadsbilder och landskap i olja, tempera, akvarell, pastell. 
Omslagsbilden på jubileumsboken Kristianstad 400 år är utförd av Lundberg 1948.
Lundberg är representerad i Kristianstads museum.